# Transactinide
Un transactinide est un élément chimique dont le numéro atomique est supérieur à celui du lawrencium (Z = 103), le dernier des actinides.
Les transactinides sont également appelés éléments superlourds. Ce sont, par définition, également des transuraniens, ayant un numéro atomique supérieur à celui de l'uranium (Z = 92). Parmi les transuraniens, les transactinides présentent certaines particularités :
- ils ont des électrons dans la sous-couche 6d à leur état fondamental, de sorte qu'ils font partie du bloc d ; le lawrencium a également un électron dans sa sous-couche 6d ;
- à l'exception notable du dubnium, les isotopes des transactinides ont des demi-vies très brèves, ne dépassant pas quelques secondes ;
- leur dénomination a souvent fait l'objet de débats qui ont conduit à l'adoption par l'UICPA d'une dénomination systématique provisoire avec des symboles à trois lettres en attendant que leur identification soit validée pour la remplacer par des noms attribués par leurs découvreurs, avec un symbole à deux lettres.

Aucun transactinide n'existe à l'état naturel, tous sont des éléments synthétiques radioactifs qui doivent être produits en laboratoire pour être observés. Aucun d'entre eux n'a jamais pu être isolé en quantité macroscopique, et des infrastructures de grande ampleur sont souvent nécessaires pour avoir une chance de les détecter.
Le prix Nobel de chimie Glenn Seaborg, qui avait proposé le concept des actinides à l'origine de la famille d'éléments chimiques du même nom, avait également conjecturé l'existence de « transactinides » pour les éléments 104 à 120, ainsi que de la famille des superactinides pour les éléments 121 à 153.

## Propriétés
Contrairement à celles des actinides, les propriétés chimiques des transactinides s'écartent de la périodicité des éléments plus légers : pour Z >> 100, des effets relativistes deviennent significatifs sur des électrons en interaction avec un noyau très fortement chargé, certaines corrections induites par l'électrodynamique quantique ne peuvent plus être négligées, les approximations considérant les électrons de façon individuelle pour déterminer les orbitales cessent d'être valides, et des effets de couplage spin-orbite redistribuent les niveaux d'énergie, et donc les sous-couches électroniques : il s'ensuit que la distribution des électrons autour du noyau obéit de moins en moins aux règles bien vérifiées pour les six premières périodes, et que les propriétés des éléments dans cette région du tableau périodique cessent d'être prédictibles en fonction de leur groupe.
Ainsi, l'oganesson 118Og devrait être un gaz rare en vertu de son positionnement en bas de la 18e colonne, mais il s'agirait en fait d'un solide semiconducteur aux propriétés voisines d'un métalloïde, tandis que le flérovium 114Fl, qui devrait être un métal pauvre en bas de la 14e colonne, aurait plutôt les propriétés d'un gaz rare.
Le copernicium 112Cn, situé parmi les métaux de transition, aurait également certaines propriétés le rapprochant des gaz rares et serait d'ailleurs gazeux.

## Liste des transactinides
- 104 Rutherfordium, Rf
- 105 Dubnium, Db
- 106 Seaborgium, Sg
- 107 Bohrium, Bh
- 108 Hassium, Hs
- 109 Meitnerium, Mt
- 110 Darmstadtium, Ds
- 111 Roentgenium, Rg
- 112 Copernicium, Cn
- 113 Nihonium, Nh
- 114 Flérovium, Fl
- 115 Moscovium, Mv
- 116 Livermorium, Lv
- 117 Tennesse, Ts
- 118 Oganesson, Og
- 119 Ununennium, Uue[a],[b] (hypothétique)
- 120 Unbinilium, Ubn[a],[b] (hypothétique)

## Au-delà de l'oganesson?
Le dernier élément pour lequel il est possible de comparer la théorie et les observations est le lawrencium (Z = 103). L'existence et les propriétés de nouveaux éléments super-lourds au-delà de l'oganesson (le dernier connu, Z = 118) dépendent à la fois des propriétés de la structure nucléaire et de celles de la structure électronique, qui pour ces éléments font intervenir des effets quantiques et relativistes que les théories actuelles maîtrisent mal.